# جورج بردشاو (بازیکن فوتبال)
جورج بردشاو (انگلیسی: George Bradshaw؛ زادهٔ ۱۲ مارس ۱۹۰۴) بازیکن فوتبال اهل بریتانیا است.
از باشگاه‌هایی که در آن بازی کرده‌است می‌توان به باشگاه فوتبال ترانمره راورز، باشگاه فوتبال بری، و باشگاه فوتبال بلکپول اشاره کرد.